# Johann Andreas Bergmüller
Johann Andreas Bergmüller (* vor 1715 vermutlich Türkheim; † nach 1738 vermutlich ebenda) war ein deutscher Maler, Bildhauer, Zeichner, Radierer, Plastiker und Graphiker. Er war vermutlich der Bruder von Dominikus Bergmüller und der Sohn des Andreas Bergmüller. Vermutlich arbeitete Johann Andreas Bergmüller in der Werkstatt seines Bruders Dominikus Bergmüller. Er verwendete für seine Arbeiten das Monogramm J:A:B. Zu seinen bedeutendsten Arbeiten gehören die Fresken der Pfarrkirche Mariä Himmelfahrt in Türkheim aus dem Jahre 1732 und das Kuppelgemälde im Chor der Pfarrkirche Sankt Peter und Paul in Oberigling im Jahre 1735. Entwürfe für Altäre, Kanzeln, bauliche Umgestaltungen und Neubauten für Kirchen gab er als Vorlagenserien in Kupferstichfolgen heraus.

## Werke

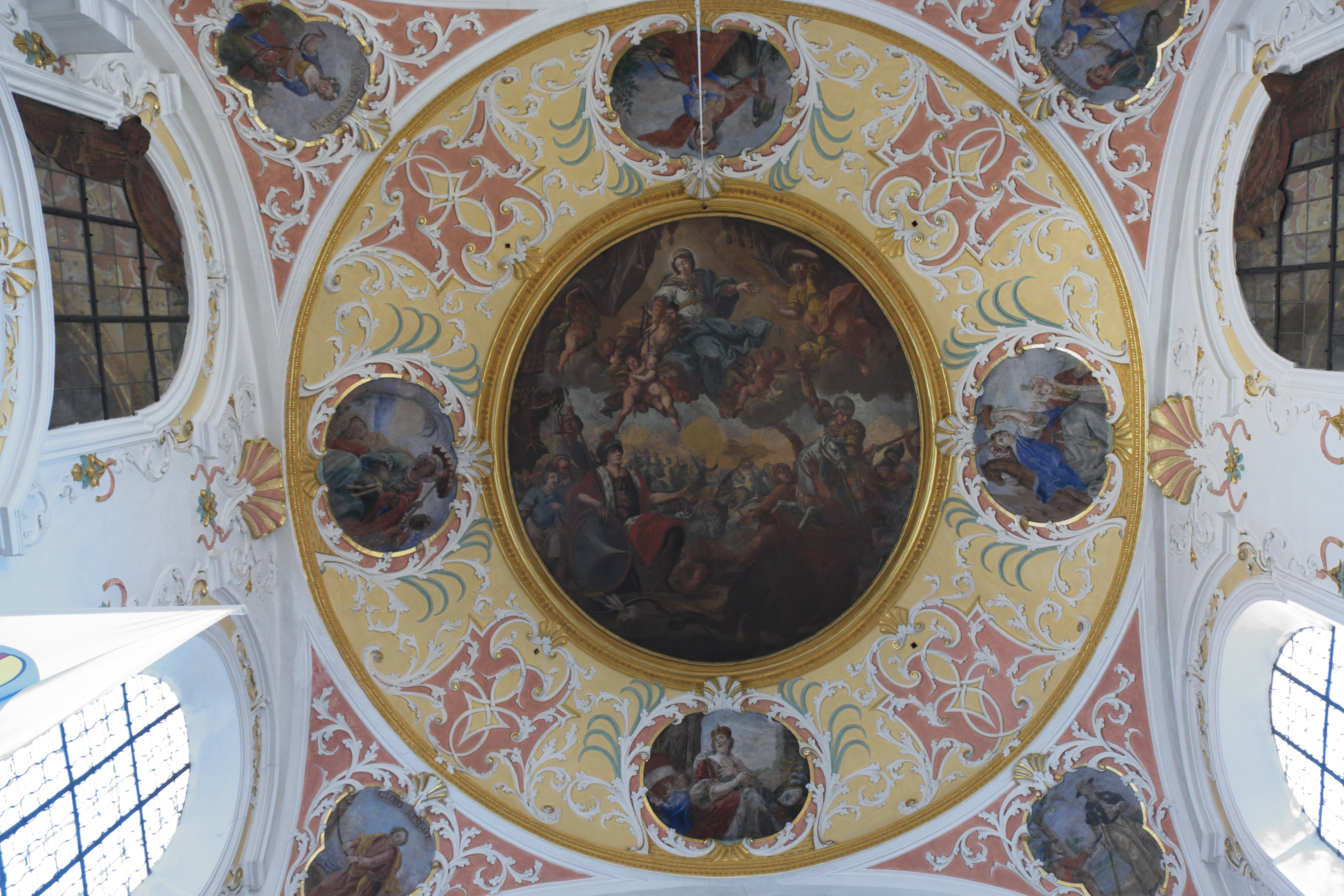
Kuppelgemälde in der Pfarrkirche Sankt Peter und Paul in Oberigling

- Sankt Michael in Bertoldshofen, Fresken in der Sakristei, Fassarbeiten an den Altären und der Kanzel um 1737
- Sankt Margareta in Breitenbronn, Deckenfresken um 1730
- Pfarrkirche St. Peter und Paul in Oberigling, Deckengemälde und freskierte Bildmedaillons Chordeckenfresken (monogramme), 1735
- Mariä Himmelfahrt in Türkheim, Chorfresken und Fassung der Blumenranken aus Stuck 1732
- Unserer Lieben Frau in Rammingen, Oberschwaben